# Les Sept Braves
Pour plus de détails, voir Fiche technique et Distribution.
Les Sept Braves (en russe : Семеро смелых, Semero smelykh) est un film d'aventure soviétique réalisé par Sergueï Guerassimov sorti en 1936,,,,.

## Fiche technique
- Titre : Les Sept braves
- Titre original : Семеро смелых, Semero smelykh
- Réalisation : Sergueï Guerassimov
- Scénario : Iouri Guerman
- Photographie : Evgueni Velitchko
- Direction artistique : Anatoli Bossoulaïev, Vassili Semionov
- Musique : Venedikt Pouchkov
- Son : Arnold Chargorodski
- Montage :  Mikhaïl Chapiro
- Producteur exécutif : Igor Tcherniak
- Genre : film d'aventure
- Production : Lenfilm
- Format : 1,37:1 - 35mm - noir et blanc
- Durée : 92 minutes
- Langue : russe
- Sortie :  Union soviétique : 4 mars 1936
- Distinction : Diplôme d'Honneur dans la compétition des films lors de l'Exposition universelle de 1937 à Paris.

## Distribution
- Nikolaï Bogolioubov : Ilia Letnikov, chef d'expédition
- Tamara Makarova : Jenia Okhrimenko, le médecin
- Oleg Jakov : Kurt Shefer, le radiotéléphoniste
- Ivan Novosseltsev : Bogoune, le pilote
- Andrei Apsolon : Osya Korfunkel, le météorologiste
- Ivan Kouznetsov : Sasha Rybnikov
- Piotr Aleïnikov : Moliboga, le cuisinier